# Карлевский рунический камень

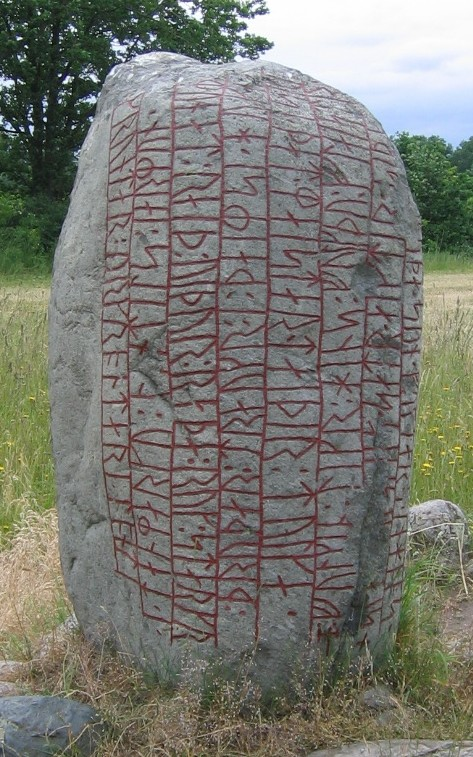
Фронтальная сторона камня.

Карлевский рунический камень (швед. Karlevistenen) — рунический камень расположенный на побережье Кальмарсунда к западу от Карлеви на острове Эланд, Швеция. Согласно классификации проекта Rundata ему присвоен номер Öl 1. Надпись на камне датирована X веком и представляет собой древнейшую запись скандинавских стансов поэзии скальдов.

## Описание
Стиль камня классифицирован как RAK.
Надпись на камне составлена частично в стихотворной, частично в прозаической форме. Это единственная сохранившаяся на руническом камне скальдическая станса в форме дротткветт полностью дошедшая до нас. Запись интересна упоминанием дочери Тора Труд и Видура, одного из имен Одина, в кеннинге «вождь». Во второй части станса упомянута Дания, но значение этой части точно неизвестно.
Камень датирован периодом с битвы на Фюрисвеллире. Возможно, его поставили йомсвикинги в память о своем вожде.

## Содержание
Фронт

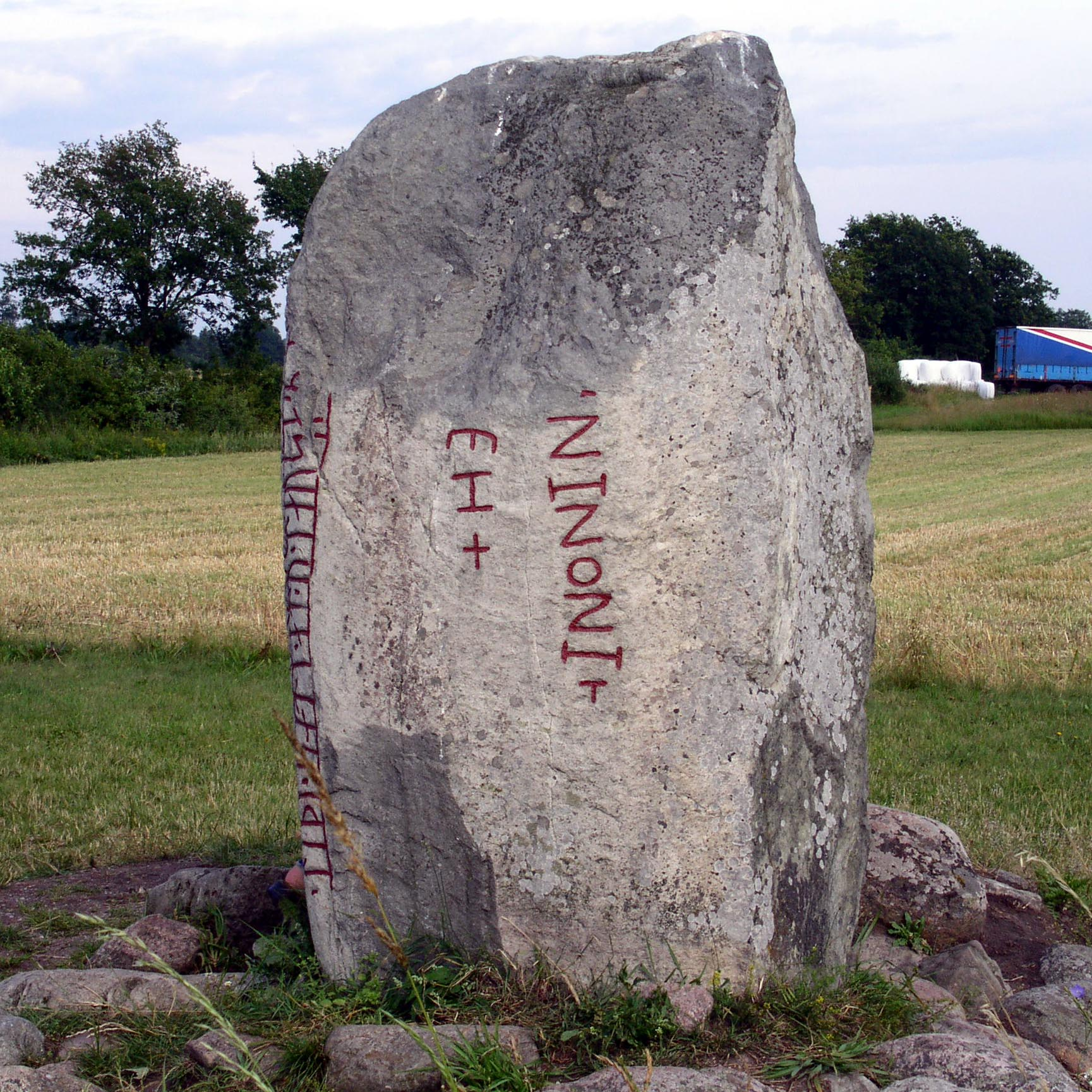
Обратная сторона камня.

+ s-a… --(s)- i(a)s * satr * aiftir * si(b)(a) * kuþa * sun * fultars * in hons ** liþi * sati * at * u * -ausa-þ-… +: fulkin : likr : hins : fulkþu : flaistr (:)* uisi * þat * maistar * taiþir : tulka * þruþar : traukr : i : þaimsi * huki * munat : raiþ:uiþur : raþa : ruk:starkr * i * tanmarku : --ntils : iarmun**kruntar : urkrontari : lonti
Реверс
In nomin[e] (?) Ie[su] (?)
Далее дана древнеисландская транскрипция, Шведско-датский диалект.

### Фронт
|  | S[t]æ[inn] [sa]s[i] es sattr æftiR Sibba Goða, sun Fuldars, en hans liði satti at ... ... |  | Этот камень поставлен в память о Сибби Хорошем, сыне Фульдара, и его свиты поставленной в … … |  |
|  | --станс-- Fulginn liggR hinns fylgðu, flæstr vissi þat, mæstaR dæðiR dolga ÞruðaR draugR i þæimsi haugi; munat Ræið-Viðurr raða rogstarkR i Danmarku [Æ]ndils iarmungrundaR uRgrandaRi landi. |  | --станс-- Скрыт тот под землей, кто – и многие знают об этом, — подвиги совершал, древо богини битв, под могильным курганом. Никто справедливее Одина колесницы, властнее на просторах морских конунгов не будет царить на суше в Дании. |  |

Содержательно станс можно перевести так:
Он, тот за кем следуют величайшие деяния, вождь лежит скрытый в этом хоуге, многие знают это. Никогда более не будет столь закаленный в боях воин славного доминиона Эндилла безупречно править на Датской земле.
Использованные кенинги:
- Ræið-Viðurr — Ræið это руна  (райдо), то есть повозка или путь. Viðurr одно из имен Одина, переводящееся как "убийца". Переводится либо как воин, либо как морской воин — моряк.
- dolga ÞruðaR draug — боевое Труды дерево, то есть боевое-дерево Труд, что означает "вождь".

### Реверс
На обратной стороне камня есть неруническая надпись, которая, вероятно, гласит «Во имя Иисуса». По всей видимости, она сопровождается христианским крестом и молотом Тора.